# Klubi Futbollistik Flamurtari Prishtina
Il KF Flamurtari, (Klubi Futbollistik Flamurtari Prishtina) è una squadra di calcio del Kosovo.

## Storia
Il club fu fondato nel 1968 ed attualmente milita nella seconda serie, la Liga e Parë.
KF Flamurtari fu finalista della Coppa del Kosovo 2006-2007, perdendo 3-0 ai rigori la finale col KF Liria, giocata a Pristina. Ha vinto la coppa due volte tra il 1992 ed il 1999, quando la squadra era ancora parte del sistema calcistico jugoslavo.

## Palmarès

### Competizioni nazionali
- Coppa del Kosovo: 2

1992-1993, 1995-1996
- Liga e Parë: 1

2016-2017

### Altri piazzamenti
- Coppa del Kosovo:

Finalista: 2006-2007

## Organico

### Calciatori in rosa
Aggiornato al 17 gennaio 2020
| N. |                               | Ruolo | Calciatore       |
| -- | ----------------------------- | ----- | ---------------- |
|    | Kosovo (bandiera)             | P     | Ardit Nika       |
|    | Albania (bandiera)            | P     | Erlind Selimaj   |
|    | Kosovo (bandiera)             | D     | Mërgim Boshnjaku |
|    | Kosovo (bandiera)             | D     | Agron Bruqi      |
|    | Kosovo (bandiera)             | D     | Gentrit Dumani   |
|    | Bulgaria (bandiera)           | D     | Angel Granchov   |
|    | Bulgaria (bandiera)           | D     | Lubomir Gutsev   |
|    | Kosovo (bandiera)             | D     | Veton Kabashi    |
|    | Kosovo (bandiera)             | D     | Lorik Maxhuni    |
|    | Kosovo (bandiera)             | D     | Melos Zenunaj    |
|    | Albania (bandiera)            | D     | Valdo Zeqaj      |
|    | Macedonia del Nord (bandiera) | C     | Ersin Fetahi     |
|    | Kosovo (bandiera)             | C     | Donart Hasanaj   |
|    | Macedonia del Nord (bandiera) | C     | Riste Ilijovski  |

| N. |                               | Ruolo | Calciatore       |
| -- | ----------------------------- | ----- | ---------------- |
|    | Montenegro (bandiera)         | C     | Ernest Islamaj   |
|    | Montenegro (bandiera)         | C     | Egzon Krasniqi   |
|    | Macedonia del Nord (bandiera) | C     | Altin Lloga      |
|    | Kosovo (bandiera)             | C     | Adem Maliqi      |
|    | Kosovo (bandiera)             | C     | Arbër Mustafa    |
|    | Kosovo (bandiera)             | C     | Bashkim Shala    |
|    | Montenegro (bandiera)         | C     | Danin Talović    |
|    | Kosovo (bandiera)             | C     | Edon Zeqiri      |
|    | Kosovo (bandiera)             | A     | Gentrit Begolli  |
|    | Kosovo (bandiera)             | A     | Shend Kelmendi   |
|    | Kosovo (bandiera)             | A     | Festim Krasniqi  |
|    | Kosovo (bandiera)             | A     | Torvio Stullqaku |
|    | Kosovo (bandiera)             | A     | Arbnor Zeqiri    |

### Rosa 2010-2011
| N. |                   | Ruolo | Calciatore        |
| -- | ----------------- | ----- | ----------------- |
|    | Kosovo (bandiera) | P     | Naser Prapashtica |
|    | Kosovo (bandiera) | P     | Burim Fejza       |
|    | Kosovo (bandiera) | D     | Blerim Kllokoqi   |
|    | Kosovo (bandiera) | D     | Lekë Pula         |
|    | Kosovo (bandiera) | D     | Bekim Isufi       |
|    | Kosovo (bandiera) | D     | Besim Slishani    |
|    | Kosovo (bandiera) | D     | Orhan Krasniqi    |
|    | Kosovo (bandiera) | C     | Visar Zogiani     |
|    | Kosovo (bandiera) | D     | Ngadhnjim Ademi   |

| N. |                   | Ruolo | Calciatore       |
| -- | ----------------- | ----- | ---------------- |
|    | Kosovo (bandiera) | D     | Genc Shabanaj    |
|    | Kosovo (bandiera) | D     | Arbnor Guci      |
|    | Kosovo (bandiera) | C     | Faton Zejnullahu |
|    | Kosovo (bandiera) | C     | Lorik Sylejmani  |
|    | Kosovo (bandiera) | A     | Arton Gashi      |
|    | Kosovo (bandiera) | A     | Qendrim Sejdiu   |
|    | Kosovo (bandiera) | C     | Artan Hajdari    |
|    | Kosovo (bandiera) | C     | Shemsi Osmani    |
|    | Kosovo (bandiera) | A     | Adonis Shaqiri   |